# Ајола (Канзас)
Ајола (енгл. Iola) град је у америчкој савезној држави Канзас.

## Демографија
По попису из 2010. године број становника је 5.704, што је 598 (-9,5%) становника мање него 2000. године.
| Група             | 2000.         | 2010.         |
| Белци             | 5.852 (92,9%) | 5.127 (89,9%) |
| Афроамериканци    | 178 (2,8%)    | 186 (3,3%)    |
| Азијати           | 14 (0,2%)     | 36 (0,6%)     |
| Хиспаноамериканци | 114 (1,8%)    | 176 (3,1%)    |
| Укупно            | 6.302         | 5.704         |